# Lache (Scherkonde)
Die Lache ist ein linker Zufluss der Scherkonde im Landkreis Weimarer Land im Freistaat Thüringen.

## Verlauf
Der Bach entspringt unweit der KZ-Gedenkstätte Buchenwald inmitten des Ettersberges. Als erstes Dorf erreicht sie Ettersburg und wird nach dem Durchfließen der Gemeinde verrohrt. Die Lache fließt nun unterirdisch in Richtung Ramsla. Hier führt ihr Verlauf an einer ehemaligen Mühle vorbei, hinter der sie den Synderbach aufnimmt. Nun erreicht der Bach Schwerstedt und durchquert die Gemarkung von Süden nach Norden. Nachdem sie das ehemalige Schloss und die staatliche Berufsbildende Schule Schwerstedt hinter sich gelassen hat, wird sie zum Speicher Schwerstedt aufgestaut. Ab Verlassen des Speicherbeckens ändert sie ihre nordöstliche Fließrichtung auf Osten. Dann nimmt sie das Wasser der Kalkquelle bei Krautheim auf und durchfließt den Ort. Etwas mehr als 500 m östlich von Krautheim, mündet die Lache in den Lossa-Nebenfluss Scherkonde.

## Gewässergüte und Gewässerstruktur
Der Unterlauf der Lache wird als kritisch belastet, Gewässergüteklasse II-III eingestuft.
Die Belastung stammt überwiegend aus eingeleiteten Abwässern der Anrainerorte. Der Bachlauf ist durch die Begradigung und Kanalisierung überwiegend als monoton zu betrachten.

## Bildergalerie

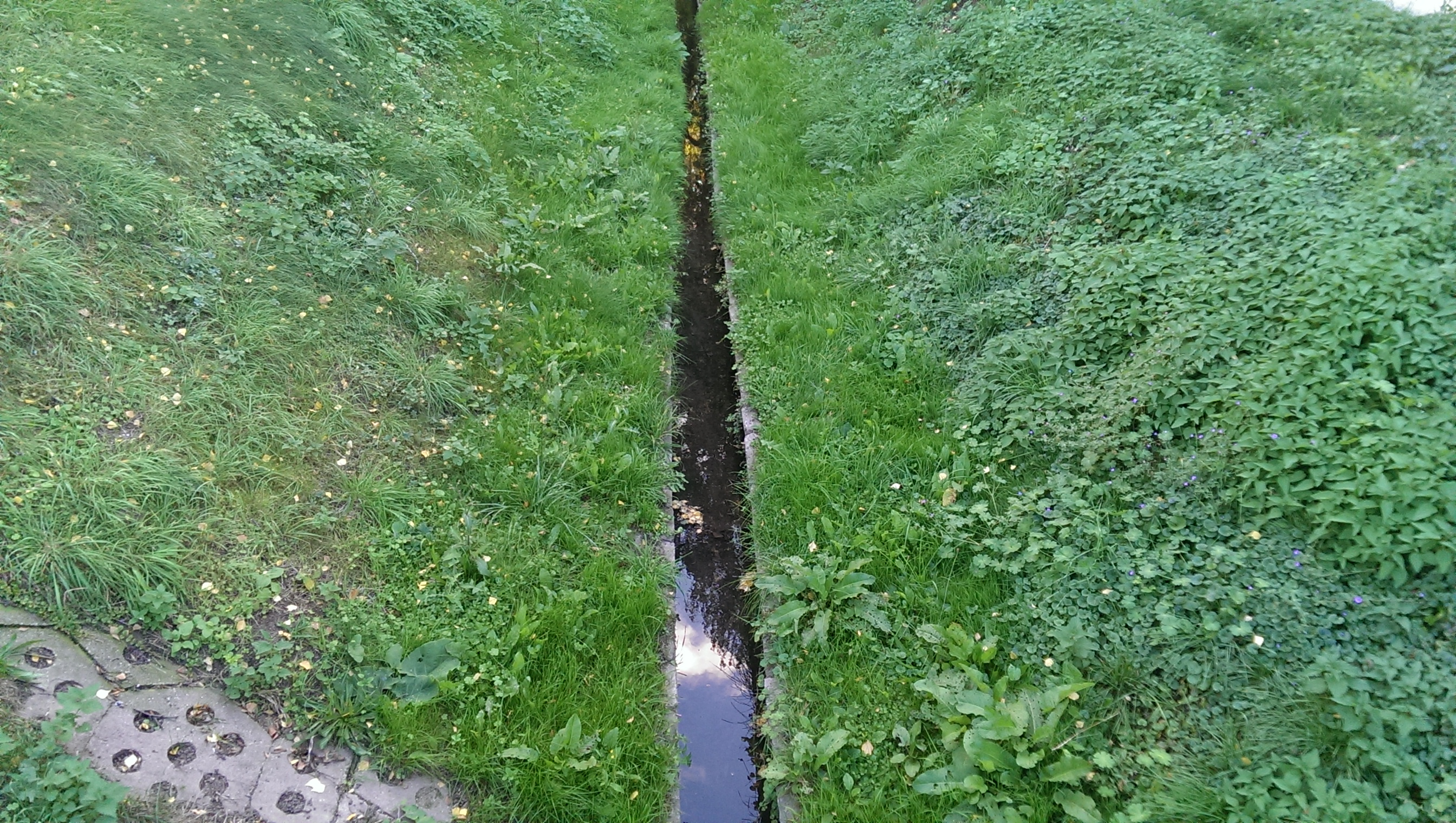
Die kanalisierte Lache in Schwerstedt
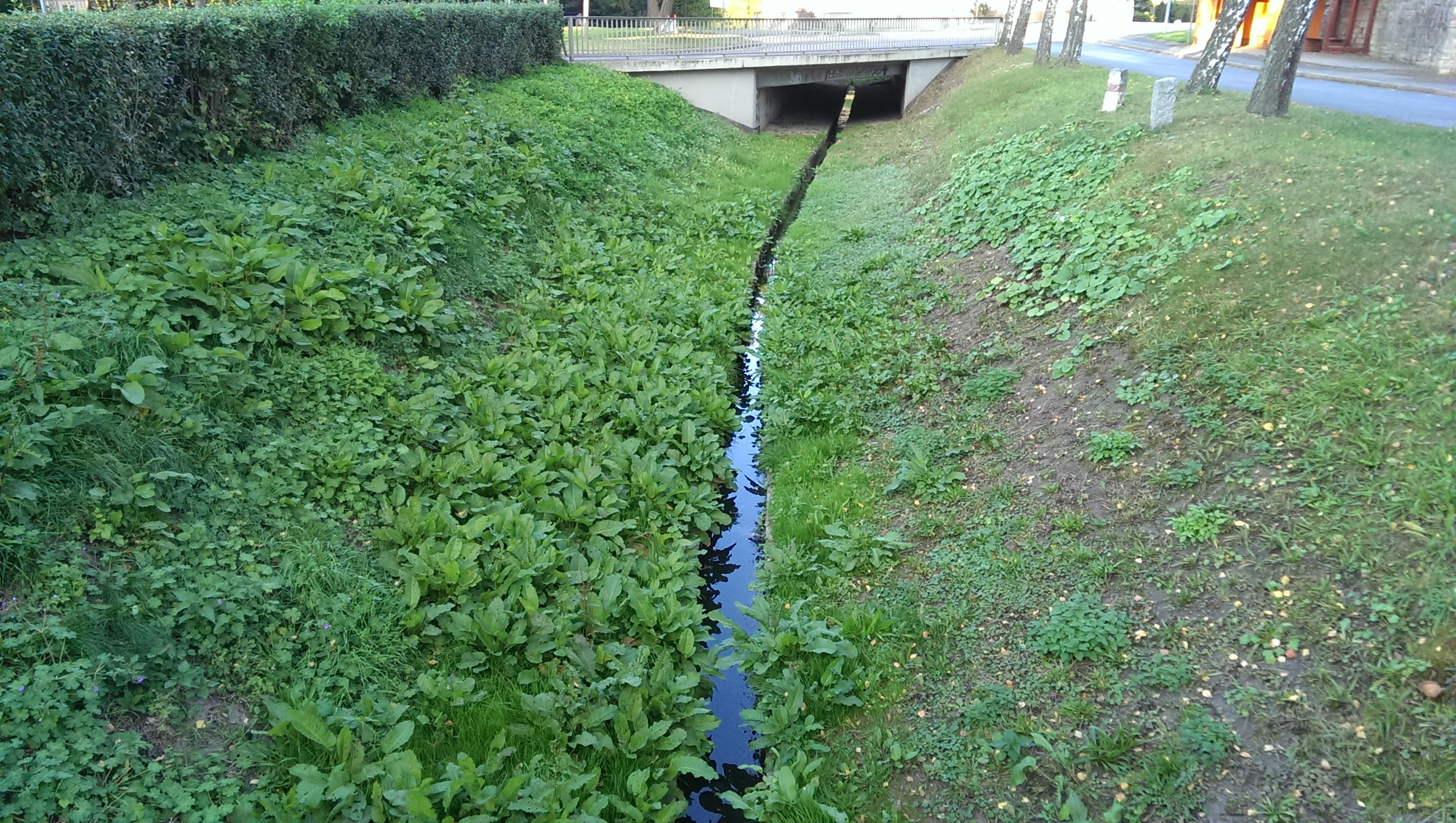
Die kanalisierte Lache in Schwerstedt